# 9e cérémonie des British Academy Film Awards
Pour la cérémonie des BAFTAs récompensant la télévision, voir la 3e cérémonie des British Academy Television Awards.
La 9e cérémonie des British Academy Film Awards, organisée par la British Academy of Film and Television Arts, s'est déroulée en 1956 et a récompensé les films sortis en 1955.

## Palmarès

### Meilleur film - toutes provenances
- Richard III
  - Un homme est passé (Bad Day at Black Rock)
  - Carmen Jones
  - Les Indomptables de Colditz (The Colditz Story)
  - Les Briseurs de barrages (The Dam Busters)
  - À l'est d'Éden (East of Eden)
  - Tueurs de dames (The Ladykillers)
  - Marty
  - The Night My Number Came Up
  - L'Emprisonné (The Prisoner)
  - Les Sept Samouraïs (七人の侍)
  - Simba
  - La strada
  - Vacances à Venise (Summertime)

### Meilleur film britannique
- Richard III
  - Les Indomptables de Colditz (The Colditz Story)
  - Les Briseurs de barrages (The Dam Busters)
  - Tueurs de dames (The Ladykillers)
  - The Night My Number Came Up
  - L'Emprisonné (The Prisoner)
  - Simba

### Meilleur acteur
- Meilleur acteur britannique :
  - Laurence Olivier pour le rôle du roi Richard III d'Angleterre dans Richard III
    - Alfie Bass pour le rôle de Fender dans The Bespoke Overcoat
    - Kenneth More pour le rôle de Freddie Page dans L'Autre Homme
    - Michael Redgrave pour le rôle de l'Air Marshall Hardie dans The Night My Number Came Up
    - Alec Guinness pour le rôle du Cardinal dans L'Emprisonné (The Prisoner)
    - Jack Hawkins pour le rôle de l'interrogateur dans L'Emprisonné (The Prisoner)

- Meilleur acteur étranger :
  - Ernest Borgnine pour le rôle de Marty Piletti dans Marty
    - James Dean pour le rôle de Cal Trask dans À l'est d'Éden (East of Eden)
    - Jack Lemmon pour le rôle de Frank Pulver dans Permission jusqu'à l'aube (Mister Roberts)
    - Frank Sinatra pour le rôle d'Alfred Boone dans Pour que vivent les hommes (Not as a Stranger)
    - Toshirō Mifune pour le rôle du rōnin Kikuchiyo dans Les Sept Samouraïs (Shichinin no samurai)
    - Takashi Shimura pour le rôle de Kambei Shimada dans Les Sept Samouraïs (Shichinin no samurai)

### Meilleure actrice
- Meilleure actrice britannique :
  - Katie Johnson pour le rôle de Mme Wilberforce dans Tueurs de dames (The Ladykillers)
    - Deborah Kerr pour le rôle de Sarah Miles dans Vivre un grand amour (The End of the Affair)
    - Margaret Johnson pour le rôle d'Helen Fletcher dans Touch and Go
    - Margaret Lockwood pour le rôle de Freda Jeffries dans Cast a Dark Shadow

- Meilleure actrice étrangère :
  - Betsy Blair pour le rôle de Clara Snyder dans Marty
    - Dorothy Dandridge pour le rôle de Carmen Jones dans Carmen Jones
    - Judy Garland pour le rôle d'Esther Blodgett / Vicki Lester dans Une étoile est née (A Star Is Born)
    - Julie Harris pour le rôle de Sally Bowles dans Une fille comme ça (I Am a Camera)
    - Katharine Hepburn pour le rôle de Jane Hudson dans Vacances à Venise (Summertime)
    - Grace Kelly pour le rôle de Georgie Elgin dans Une fille de la province (The Country Girl)
    - Giulietta Masina pour le rôle de Gelsomina dans La Strada
    - Marilyn Monroe pour le rôle de la fille dans Sept Ans de réflexion (The Seven Year Itch)

### Meilleur scénario britannique
- Tueurs de dames (The Ladykillers) – William Rose
  - Rendez-vous à Rio (Doctor at Sea) – Nicholas Phipps ; Jack Davies
  - Un mari presque fidèle (The Constant Husband) – Sidney Gilliat et Val Valentine
  - Les Briseurs de barrages (The Dam Busters) – R.C. Sherriff
  - L'Autre Homme – Terence Rattigan
  - The Night My Number Came Up – R.C. Sherriff
  - L'Emprisonné (The Prisoner) – Bridget Boland
  - Touch and Go – William Rose
  - Simba – John Baines

### Meilleur film d'animation
- Blinkity Blank
  - La Belle et le Clochard (Lady and the Tramp)
  - Magoo Express
  - La ferme des animaux
  - Down a Long Way
  - Fudget's Budget

### Meilleur film documentaire
- La Grande Prairie (The Vanishing Prairie)
  - Gold
  - Miner's Window
  - Rival World

### Film Special Awards
- The Bespoke Overcoat – Jack Clayton •  Royaume-Uni
  - Mr. Mensah Builds a House – Sean Graham •  Ghana
  - The Steps of Age

### United Nations Awards
- Les Enfants d'Hiroshima (Gembaku no ko)
  - Un homme est passé (Bad Day at Black Rock)
  - Escapade
  - Simba

### Meilleur nouveau venu dans un rôle principal
Récompense les jeunes acteurs dans un rôle principal.
- Paul Scofield pour le rôle du roi Philippe II d'Espagne dans La Princesse d'Eboli (That Lady)
  - Jo Van Fleet pour le rôle de Kate dans À l'est d'Éden (East of Eden)

## Récompenses et nominations multiples

### Nominations multiples
Films
5 : L'Emprisonné
4 : Tueurs de dames, The Night My Number Came Up, Simba
3 : Richard III, Marty, Les Briseurs de barrages, À l'est d'Éden, Les Sept Samouraïs
2 : Un homme est passé, Carmen Jones, Les Indomptables de Colditz, La strada, Vacances à Venise, L'Autre Homme, Touch and Go
Personnalités
2 : William Rose, R.C. Sherriff

### Récompenses multiples
Légende : Nombre de récompenses/Nombre de nominations
Films
3 / 3 : Richard III
2 / 3 : Marty
2 / 4 : Tueurs de dames
Personnalités
Aucune

### Les grands perdants
0 / 5 : L'Emprisonné
0 / 4 : Simba, The Night My Number Came Up